# Terremoto de Haida Gwaii de 2012
El Terremoto de Canadá de 2012, más conocido como el Terremoto de Haida Gwaii, fue un movimiento telúrico que se registró en Haida Gwaii (Canadá) el sábado 27 de octubre de 2012.

## Historia
A las 20:04:10 del sábado 27 de octubre de 2012, un sismo de 7,9 grados Mw se registró en Haida Gwaii, Canadá, generando un tsunami de entre 2 a 5 metros de altura en las costas oeste de Canadá.
En la isla estadounidense Hawaii, se emitió una alerta de tsunami, debido a la poca profundidad que tuvo el sismo, pero horas después se levantó la alerta, ya que las olas solo alcanzaban los 76 cm de altura.

## Réplicas
Varias réplicas se han registrado en Haida Gwaii, entre ellas 5 réplicas de entre 6 y 6.4 grados se han registrado el 27, 28 y 29 de octubre, y generó un sismo lejano minutos después en India, de 5.1 grados.

## Dato histórico
Este sismo fue el más fuerte registrado en Canadá 63 años después de que un sismo de 8.1 grados se registrara en esa zona el 22 de agosto de 1949. Este sismo es el quinto sismo más fuerte del 2012.